# Sminthurus purpurescens
Sminthurus purpurescens är en urinsektsart som först beskrevs av Macgillivray 1894.  Sminthurus purpurescens ingår i släktet Sminthurus och familjen Sminthuridae. Inga underarter finns listade i Catalogue of Life.